# Arash Borhani
Arash Borhani (en persa: آرش برهانی‎; Kermán; Kermán; 14 de septiembre de 1983) es un exfutbolista y entrenador iraní que jugaba en la posición de delantero. Actualmente es el entrenador del Esteghlal B.

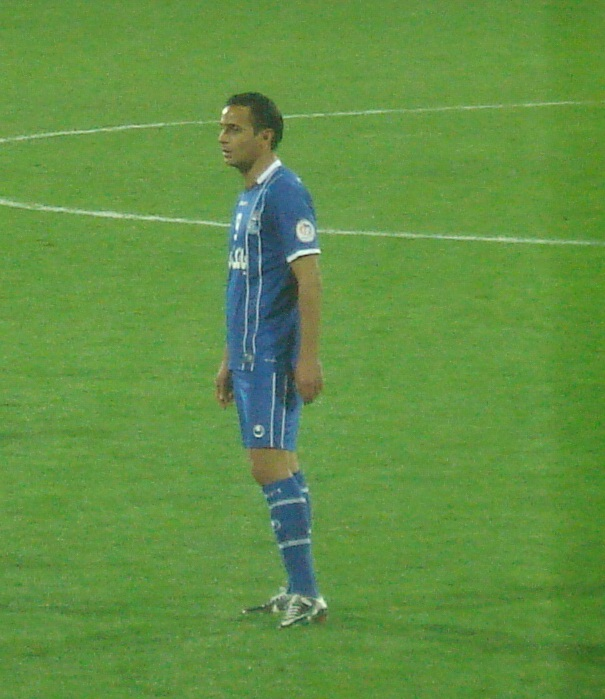
Borhani con el Esteghlal en 2013.

## Carrera

### Club
| Periodo   | Club                     | País | Apariciones | Goles |
| --------- | ------------------------ | ---- | ----------- | ----- |
| 2002–2006 | PAS Teherán FC           | Irán | 94          | 33    |
| 2006–2007 | Al-Nasr SC               | EAU  | 7           | 1     |
| 2007      | →PAS Teherán FC (cedido) | Irán | 11          | 2     |
| 2007–2016 | Esteghlal FC             | Irán | 229         | 107   |
| 2016–2017 | Paykan FC                | Irán | 5           | 0     |

### Selección nacional
Jugó para Irán en 37 ocasiones de 2003 a 2010 y anotó 10 goles; participó en la Copa Mundial de Fútbol de 2006, la Copa Asiática 2004 y los Juegos Asiáticos de 2006.

## Logros

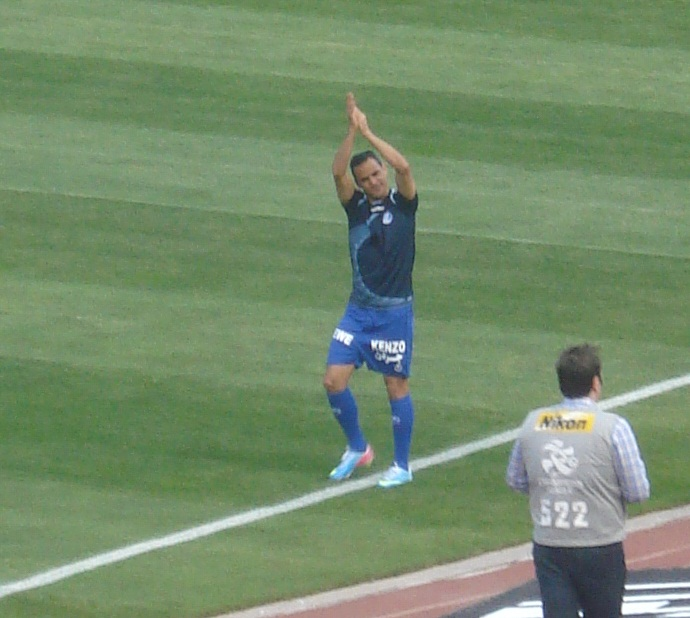
Borhani luego de ser campeón nacional en la temporada 2012–13 con el Esteghlal

### Pas Tehran
- Iran Pro League (1): 2003-04

### Esteghlal
- Iran Pro League (3): 2008-09, 2012-13
- Copa Hazfi (2): 2007-08, 2011-12

### Selección nacional
- Campeonato de la WAFF (1): 2004

### Individual
- Goleador de la Iran Pro League (1): 2008–09

### Distinciones
- Goleador Histórico del Esteghlal FC (107 goles)

## Estadísticas

### Goles con la selección nacional
| #  | Fecha                   | Lugar                                                        | Oponente             | Gol | Resultado | Competición                                |
| -- | ----------------------- | ------------------------------------------------------------ | -------------------- | --- | --------- | ------------------------------------------ |
| 1  | 21 de junio de 2004     | Estadio Azadi, Teherán, Irán                                 | Siria                | 3–0 | 7–1       | Campeonato de la WAFF 2004                 |
| 2  | 21 de junio de 2004     | Estadio Azadi, Teherán, Irán                                 | Siria                | 4–0 | 7–1       | Campeonato de la WAFF 2004                 |
| 3  | 23 de junio de 2004     | Estadio Azadi, Teherán, Irán                                 | Irak                 | 2–1 | 2–1       | Campeonato de la WAFF 2004                 |
| 4  | 25 de junio de 2004     | Estadio Azadi, Teherán, Irán                                 | Siria                | 3–1 | 4–1       | Campeonato de la WAFF 2004                 |
| 5  | 9 de octubre de 2004    | Estadio Internacional Jalifa, Doha, Catar                    | Catar                | 2–2 | 3–2       | Clasificación para la Copa Mundial de 2006 |
| 6  | 17 de noviembre de 2004 | Estadio Azadi, Teherán, Irán                                 | Laos                 | 6–0 | 7–0       | Clasificación para la Copa Mundial de 2006 |
| 7  | 2 de febrero de 2005    | Estadio Azadi, Teherán, Irán                                 | Bosnia y Herzegovina | 2–1 | 2–1       | Amistoso                                   |
| 8  | 28 de mayo de 2006      | Pabellón Gradski vrt, Osijek, Croacia                        | Croacia              | 2–1 | 2–2       | Amistoso                                   |
| 9  | 2 de enero de 2009      | Estadio Azadi, Teherán, Irán                                 | China                | 1–0 | 3–1       | Amistoso                                   |
| 10 | 12 de agosto de 2009    | Estadio Asim Ferhatović Hase, Sarajevo, Bosnia y Herzegovina | Bosnia y Herzegovina | 2–2 | 3–2       | Amistoso                                   |